# The Valley of Fear
The Valley of Fear er en britisk stumfilm fra 1916 af Alexander Butler.

## Medvirkende
- H.A. Saintsbury som Sherlock Holmes
- Daisy Burrell som Ettie Shafter
- Booth Conway som Moriarty
- Jack McCauley som McGinty
- Cecil Mannering som John McMurdo